# Museu da Polícia Militar do Estado do Rio de Janeiro

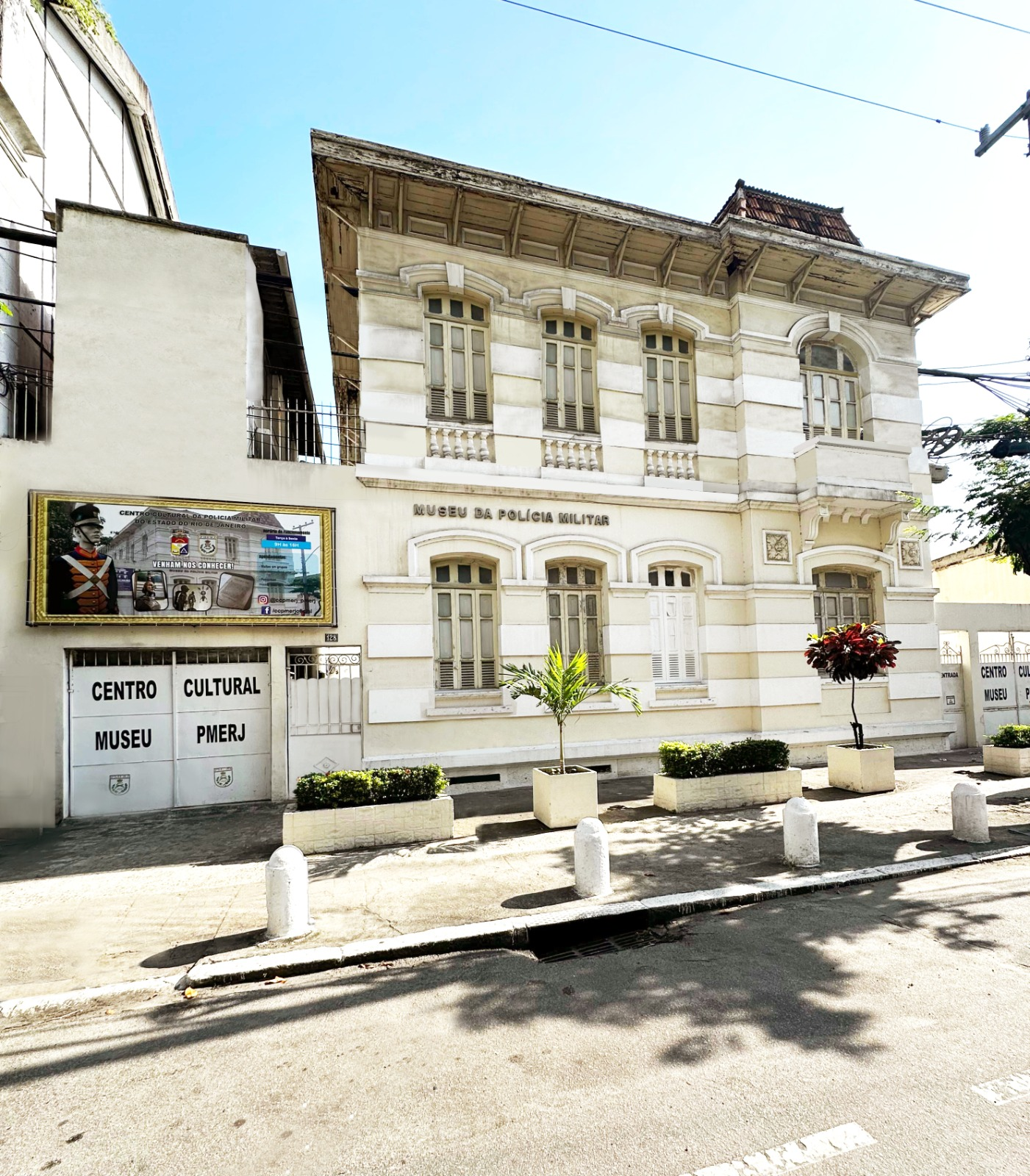
Fachada Museu da Polícia Militar do Estado do Rio de Janeiro

O Museu da Polícia Militar do Estado do Rio de Janeiro (MsPMERJ) é um museu temático e tradicional da Polícia Militar do Estado do Rio de Janeiro. Sua missão é valorizar e preservar a história da corporação.
O MsPMERJ tem sua origem na Sala d'Armas, inaugurada pela Ordem do Dia de 1º de fevereiro de 1911, do comandante-geral Coronel do Exército Brasileiro José da Silva Pessôa, instalada no segundo andar da ala direita do Regimento Marechal Caetano de Faria, a qual destinava-se a ser um "Centro de Adestramento de Oficiais e Praças" no manuseio das espadas.
Em virtude daquela corporação já possuir uma coleção de armaduras e objetos que enfeitavam os castelos de Lisboa, trazidos pelo Rei D. João VI quando da vinda da família real para o Brasil, em 1808, bem como um acervo de armas antigas usadas desde os primeiros tempos da Divisão Militar da Guarda Real de Polícia, instituição criada por aquele monarca em 13 de maio de 1809. A Sala d'Armas, depositária desse acervo, foi transformada pela Ordem do Dia n° 177, de 27 de julho de 1937, em Museu Histórico, recebendo a denominação de Museu e Sala d'Armas General José da Silva Pessôa, numa justa homenagem a esse ex-comandante geral da então Polícia Militar do Distrito Federal.
Atualmente, o Museu junto ao Arquivo Geral da PMERJ (ArqG) formam a estrutura cultural denominada Centro Cultural da Polícia Militar do Estado do Rio de Janeiro (CCPMERJ) e encontra-se instalado no edifício que era utilizado como residência dos comandantes do Batalhão de Polícia de Choque, tendo um acervo histórico-cultural militar com cerca de 5000 objetos e documentos que retratam e perpetuam os atos de bravura, que sempre foram conquistados com espírito de lealdade, sacrifício e disciplina dos militares fluminenses. 
O Museu tem por objetivo, ainda, a inclusão social, a valorização da história da Polícia Militar como patrimônio cultural de todos os cidadãos e ainda de reavivar nos militares sua tradição e identidade, preservando a memória histórica daquela instituição com mais de 215 anos de existência. O órgão desenvolve ações educativas que refletem sua responsabilidade social em aproximar a polícia da sociedade, mostrando que o bem maior almejado, a "Segurança Pública", é uma questão histórica de todos. Além das visitas monitoradas, os visitantes participam de atividades lúdicas, desenvolvidas de acordo com o respectivo perfil do grupo, com a finalidade de promover o senso crítico, e a promoção da vocação profissional dentre os jovens. As visitas podem ser agendadas por meio de ligação telefônica ou pelo site da Secretaria de Estado de Polícia Militar.
Nestas atividades inclusivas, as crianças visitantes podem utilizar fardas similares às usadas pelos policiais militares e oficina de pintura.

## O acervo
Hoje, o acervo do MsPMERJ conta com 5.000 objetos, que foram reunidos ao longo dos mais de 200 anos de existência da instituição, contando sua história desde os primórdios da sua criação até os dias atuais. O Museu originou-se a partir do acervo que já fazia parte da antiga Sala D´Armas criada, em 1911, para servir de Centro de Adestramento de Oficiais e Praças no manuseio de espada, rememorando a evolução histórica daquela corporação policial e do estado do Rio de Janeiro.
Destacam-se a coleção de armaduras dos séculos XV e XVI, trazidas com a Corte Portuguesa, em 1808; um acervo de armas antigas, usadas desde os primeiros tempos da Divisão Militar da Guarda Real de Polícia e da Guarda Policial da Província do Rio de Janeiro; assim como objetos e documentos relacionados à história das forças policiais, passando pelas guerras de independência, revoltas civis e militares, até as manifestações dos dias de atuais, das quais a instituição tomou parte.